# Estádio Mikheil Meskhi
O Estádio Mikheil Meskhi é um estádio de futebol localizado em Tbilisi, sendo o segundo maior estádio da Geórgia após o Estádio Boris Paichadze. É o estádio-sede da equipa Lokomotivi Tbilisi.